# Pectinoacasta angusticalcar
Pectinoacasta angusticalcar is een zeepokkensoort uit de familie van de Archaeobalanidae.